# 벨리아

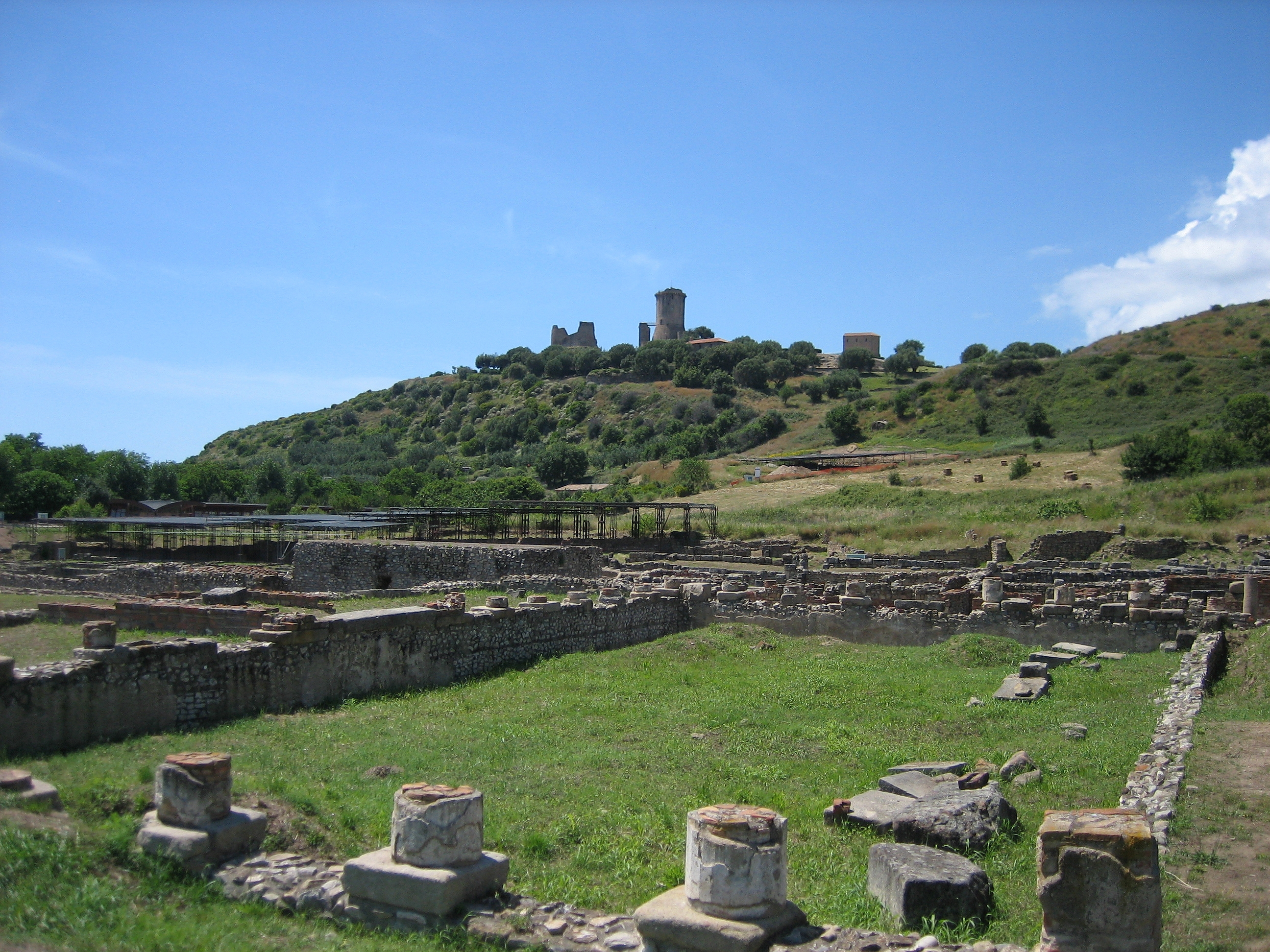
벨리아

벨리아(Velia)는 이탈리아 캄파니아주 살레르노도 아셰아에 속하는 유적이 남아 있는 지역이다. 벨리아라는 지명은 고대 도시 엘레아 (Elea)의 라틴어 이름 벨리아 (Velia)에 연관된다. 이 고대 도시는 원래 마그나그라이키아 시대 그리스 사람들에 의해 건축된 것으로, 당시는 히엘레(Hyele)라고 했다. 이 마을이 유명한 것은 철학자 파르메니데스와 제논을 포함한 엘레아 학파의 근거지였기 때문이다.

## 같이 보기
- 엘레아 학파